# Syndicat des producteurs indépendants
Le Syndicat des producteurs indépendants (SPI) est un syndicat français qui regroupe 420 producteurs de films cinématographiques de court-métrage, de long-métrage et d’œuvres audiovisuelles. Auparavant intitulé S2PA (Syndicat des producteurs de programmes audiovisuels), il devient le SPI en 1995. Il est actuellement présidé par Gilles Sacuto. Emmanuel Priou en est le président d'honneur.
Le 14 novembre 2019, à l'occasion des Assises pour la parité, l'égalité et la diversité, le SPI signe la Charte pour l’inclusion dans le cinéma et l’audiovisuel avec le Collectif 50/50, aux côtés des principales organisations professionnelles. Il s'engage ainsi à favoriser la diversité de la société française au travers d’actions concrètes à tous les stades de la production cinématographique et audiovisuelle.